# Глиняк
Глиняк, Глінка — річка в Україні, в Малинському районі Житомирської області. Ліва притока Ірші (басейн Дніпра).

## Опис
Довжина річки приблизно 9 км. Висота витоку річки над рівнем моря — 181 м; висота гирла над рівнем моря — 148 м; падіння річки — 33 м, похил річки 3,67 м/км. Формується з 2 безіменних струмків.

## Розташування
Бере початок на південному заході від села Тишів. Тече переважно на північний захід у межаж села Крушинка. На околиці села Гута-Логанівська впадає в річку Іршу.

## Іхтіофауна Глиняка
У річці водяться бистрянка, карась звичайний, окунь, пічкур та плітка звичайна.